# CIII-DT
CIII-DT（チャンネル41）は、カナダ・オンタリオ州トロントにあるテレビ局であり、グローバルテレビジョンネットワークの旗艦局として機能している。同ネットワークの親会社であるコーラス・エンターテイメントが直営しており、トロントのドン・ミルズ地区にあるバーバー・グリーン・ロード81番地（レスリー・ストリートの近く）にスタジオを維持し、その送信所はダウンタウン・トロントにあるCNタワーの上にある。
主に州の南部と中央部にまたがる13の送信所のネットワークを介してオンタリオ州の人口の多くに到達する（その結果、中継局のCIII-DT-6を通じてオタワの首都の「事実上の」グローバル系列としても機能する）。

## 歴史
オンタリオ州ハミルトンのCHCH-TVの創設者であるケン・ソーブルは、CHCHを旗艦とする96の衛星放送送信所の全国的な「スーパーステーション」を構想した。1966年に、彼はネットワークをNTVとしてブランド化するために放送管理委員会（Board of Broadcast Governors）に最初の申請を提出したが、申請は様々な規制上のハードルに直面し、次の数年間に何度も改訂された。カナダ・ラジオテレビ通信委員会（CRTC）は最終的に、カナダの衛星放送インフラストラクチャの構築を民間通信会社に頼るのではなく、公営のアニク衛星システムを採用することを決定し、計画の主要投資家であるパワー・コーポレーション・オブ・カナダが撤退した後、NTVアプリケーションを危険に晒した。
1970年、ソーブルの元従業員の1人であるアル・ブルーナーは、ピーター・ヒルと協力して、新しい所有権の下でアプリケーションを復活させた。ブルーナーとヒルのグループであるグローバル・コミュニケーションズ（Global Communications）は、元のNTV提案を、オンタリオ州南部にある7つのUHF送信所のネットワークに縮小し、これらの合計到達範囲は、少なくともモントリオールからデトロイトへの放送範囲を提供していた。グローバル・コミュニケーションズは、最終的にソーブルの元の97局のネットワークを構築することを引き続き目指しており、7つの送信所を備えたオンタリオチェーンを暫定的なステップと見なしていた。ただし、CHCHはアプリケーションに関与しなくなったため、グローバルによる計画の反復では、旗艦として機能する新しい放送局の立ち上げも必要だった。
1974年1月6日にCKGN-TVとして開局した（使用される前、CKGNコールサインは、1955年から1962年までノースベイにある現在CTV直営局のCKNY-TVで使用されていた）。これは、中央のスタジオから供給される6つの送信所（モントリオールに到達したはずの7番目の送信所は拒否された）からのオンタリオ州南部のほとんどの当時の前例のない報道を反映した名前で、「グローバルテレビジョンネットワーク」としてのブランドを確立した。1974年の開局から2009年まで、メイン送信所はブラントフォード近くの小さな町・パリスにライセンス供与されていたが、2009年にチャンネル41ライセンスが修正された後、トロントが局の主要なライセンス都市になった。しかし、その歴史全体を通して、メインスタジオ施設はノースヨークのドン・ミルズエリア（1998年以来、トロントにある）の改造された工場（バーバー・グリーン・カナダ・リミテッドのために1954年に建設された）に基づいていた。
カナダ製の独自の番組を数多く放送することで、CBCやCTVとは異なるものになることを望んでいた。しかし、3か月後、これらの番組の多くは深刻な財政問題のために打ち切られた。1973年〜1974年のテレビシーズンの半ばに開局することによって深刻な失敗をし、そして将来の広告主は商業スポットのために惜しまないお金を持っていなかった。それは評価の一時的な急上昇としてかろうじて登録された。例えば、トロントでは、2.5のシェアしかなく、CBCやCTVが引いたシェアのほんの一部である。その与信枠は引き出され、日々の経費を賄うことができなかった。
月に100万ドル以上の損失が発生する中、1974年3月、同ネットワークは、ポール・モートン率いるトロントを拠点とするグループとイジー・アスパー率いるウィニペグを拠点とするグループのコングロマリットによって救済された。秋までに、グローバルは生き残るためだけに野心的なビジネスモデルを廃止することを余儀なくされた。代わりに、カナダ以外のコンテンツを可能な限り放送し始め（当時、カナダのコンテンツ規制では、放送局が国産番組を全体のスケジュールの60％、プライムタイムに50％放送することを義務付けていました）、本質的にCTVのクローンになった。
アスパーグループは、1985年に支配権を購入し、カナダの大手放送局の最初の西側所有者になった。1989年、2つのグループはお互いの株式を買い取ろうとし、CRTCはアスパーと彼の会社であるキャンウェストに完全な所有権を与えることでコンテストを終了した。

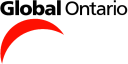
1997年8月から2006年2月まで使用された「Global Ontario」としての初代ロゴ。

放送10周年を機に、1984年1月にコールサインがCIII-TVに変更された。ウィンザー/コッタム送信所は、おそらくデトロイト市場近くの放送局とのライセンスの問題のために、CRTC文書でCKGN-TV-1として識別され続けたため、同月に、数年間CIIIコールが割り当てられた再放送局の例外となる（CKGNコールは現在、オンタリオ州カプスケーシングのFMラジオ局で使用されている）。

2006年から2009年まで使用された「Global Ontario」としての2代目のロゴ。

## ニュース運用
CIII-DTは現在、毎週30時間55分のローカルで制作されたニュース番組を放送している（平日は5時間35分、土・日曜日はそれぞれ1時間半）。トロントの主要なニュース部門に加えて、オタワの国立プレスセンターでもニュース支局を運営している。CIIIは、独自のエンターテインメントやスポーツのリポーターを雇用していない。エンターテインメントニュースの報道は『エンターテイメント・トゥナイト・カナダ』によって提供され、スポーツニュースコンテンツは、かつてはスポーツ専門チャンネルのスポーツネット360によって提供されていた。
早い段階で、その主力ニュース番組『グローバルニュース』は、CBCニュースのベテランであるビル・カニンガムの指揮の下で開発された。当初、同番組はトロントのピーター・トゥルーマンとオタワのピーター・デスバラッツがアンカーを務めていた。ニュース部門の初期の頃、同番組はCKGN/CIIIが持っていた最も成功した重要な番組の1つだった。トゥルーマンは回想録で、「私たちのニュースルームとスタジオの組み合わせは、バンクーバーの新しいCHAN-TV施設のモデルとして機能し、現在[1979年]、アトランタでテッド・ターナーの新しいケーブルニュース運用のインスピレーションとなっている」と、この番組は画期的であると述べている。CBCはまた、1980年代初頭に全国ニュースの形式を変更した際に、インスピレーションを得るためにそれを探した。同番組はまた、オンタリオ州の自分たちの地域のニュース記事について定期的に局に助言する「地域特派員」、通常は印刷またはラジオのジャーナリストの起用を開拓した。これにより、フィールドプロデューサーとグローバルクルーはその日の重要なニュース記事をターゲットにすることができた。「これが、グローバルの都市部外の報道の多くが非常に効果的であった主な理由だ」と、トゥルーマンは1979年に書いている。
1980年代に、グローバルはニュース運用を大幅に拡大し、17:30に始まる90分間のニュースブロックと、正午と23:00のニュースを提供した。1980年代の終わりまでに、正午のニュースは単に『News at Noon』と題され、17:30のニュースは『First News』、18:00のニュースは『The Six O'Clock Report』と呼ばれ、23:00のニュースは『The World Tonight』というタイトルだった。トゥルーマンは1988年にCIIIを退職した。長年にわたる他のアンカーには、マイク・アンスコム、ビバリー・トムソン、ジョン・ドー、ジェーン・ギルバート、ピーター・ケント、ロレッタ・サリバン、ボブ・マカドレイ、タリア・アシュラス、アン＝マリー・メディウェイクが含まれる。
1994年から2001年にかけて、『ファースト・ナショナル』も制作した。これはピーター・ケントがアンカーを務め、平日18:30に放映された。2001年に、同番組は『カナダ・トゥナイト』に置き換えられ、さらに同年秋には、ケビン・ニューマンがアンカーを務める『グローバル・ナショナル』に置き換えられた。これは、2008年2月にオタワの専用スタジオに移動する前に、バンクーバーにあるCHANの施設から始まった。2009年1月、平日朝のニュース番組『グローバルニュース・モーニング』と『ヌーン・ニュースアワー』をそれぞれ終了した。前者は視聴率が低いためで、一部のグローバル加盟局でのコスト削減策により両番組が終了された。同年2月から8月まで、元ハミルトン姉妹局のCHCH-TV『モーニングライブ（Morning Live）』ニュース放送を平日7:00から9:00まで同時放送した。キャンウェストが同局をチャンネル・ゼロに売却した後、CHCHサイマル放送は後に終了され、CIIIは朝の時間枠でセカンドランのライフスタイル番組を放送し、前夜の『ニュースアワー・ファイナル』の再放送も行った。
2011年10月11日、ダウンタウン・トロントにあるショー・メディアのブロアー・ストリートビルの店頭スタジオから放送される『ザ・モーニングショー』という6:00から9:00まで3時間の平日朝のニュース番組を開始した。また、モントリオールのCKMI-DTとハリファックスのCIHF-DTに、その時間枠で同ネットワークの全国ニュース番組『グローバル・ナショナル』を放送する唯一のグローバル加盟局として参加し、同番組の18:30への移行に合わせて、夕方のニュース番組『ニュースアワー』を30分前の17:30に移動した。
2012年8月27日、正午のニュースをスケジュールに戻し、30分間の平日正午のニュースを開始した。グローバルの姉妹局で放送されている既存の昼間のニュース放送とは異なり、1時間ではなく30分間放送される。CIIIのニュース番組の拡張は、ショー・コミュニケーションズへのグローバルテレビジョンネットワークの販売の条件として含まれていた特典パッケージの一部だった。
2016年6月、グローバルニュースは、『ザ・モーニングショー』共同ホストのリザ・フロマーが、CIIIとの5年間の契約を更新しないことを発表した。フロマーは、2011年に番組が開始された時から残っている唯一の初代ホストだった。彼女のポジションを埋めるために交代要員は雇われなかった。別の一時解雇は、『グローバルニュース・アット・ヌーン』アンカーのロージー・エデとのレイオフだった。どちらのアンカーもCIIIでは担当しなくなった。

### 過去のローカルニュース番組
- ザ・モーニングショー（英語版） - 平日の東部標準時6:00から9:30まで放送。コーラス・クエイ（英語版）のスタジオでキャロリン・マッケンジー、ジェフ・マッカーサー、リム・ヴがホストを務めている。キャロリン・マッケンジーはローカルニュースを、ジェフ・マッカーサーは全国ニュースを、リム・ヴはソーシャルメディアのニュースと天気予報をそれぞれ担当する。ジェフ・マッカーサーの全国ニュースコーナーは、グローバル・ハリファックス（英語版）、モントリオール（英語版）、ウィニペグ（英語版）、サスカトゥーン（英語版）、レジーナ（英語版）の『グローバルニュース・モーニング』内でも放映されている。番組の9:00〜9:30の部分も、ローカルの『グローバルニュース・モーニング』の後に全国放映されるが、その後、放送時間は1時間に延長された。全国向けの1時間は、『ザ・モーニングショー』のブランドを維持したが、ローカルで削除された。

### 著名な元スタッフ
- アン・ムロツコフスキー（英語版） - 『ニュースアワー』共同アンカー（2010年 - 2013年）
- レスリー・ロバーツ（英語版） - 『ザ・モーニングショー』全国版（平日朝アンカー）、『ニュースアワー』（平日夜アンカー）
- ピーター・トゥルーマン（英語版） - 夕方ニュースアンカー（1974年 - 1988年）
- ピーター・デスバラッツ（英語版） - 1980年までアンカー
- ピーター・ケント（英語版） - 全国アンカー（1992年 - 2001年）、後にニュースエグゼクティブ、ビジネスニュースホスト、カナダ国会議員
- ジャン・テナント（英語版） - ローカルアンカー（1982年 - 1987年）
- ボブ・マカドリー（英語版） - エンターテインメントアンカー（1980年 - 2000年）、『News at Noon』の共同アンカーを14年間
- マイク・アンスコム（英語版） - ニュース・スポーツアンカー（1974年 - 1997年）
- ゴード・マルティノー（英語版） - 1980年代にシティーから離れた短いスティントの間の共同アンカー
- リザ・フロマー（英語版） - 『ザ・モーニングショー』共同ホスト（2011年 - 2016年）
- ロージー・エデ（英語版） - 『グローバルニュース・アット・ヌーン』アンカー（2012年 - 2016年）、『ザ・モーニングショー』共同ホスト（2012年 - 2015年）
- ロバート・フィッシャー（英語版） - リポーター、『フォーカス・オンタリオ（Focus Ontario）』ホスト

## 技術情報

### サブチャンネル
| チャンネル | 解像度 | アスペクト比 | ショートネーム | 番組編成                     |
| ---------- | ------ | ------------ | -------------- | ---------------------------- |
| 41.1       | 1080i  | 16:9         | CIII-HD        | メインCIII-DT番組/グローバル |
| 41.2       | 480i   | 4:3          | CIII-SD        | メインCIII-DT番組/グローバル |

### アナログからデジタルへの変換
トロントのCIII-TV-41は、2009年7月にデジタル信号の放送を開始した。UHFチャンネル41を介した局のアナログ信号は、CRTCが指定した強制市場のカナダのテレビ局がアナログ放送からデジタル放送に移行した公式の日付である2011年8月31日に閉鎖された。CIIIのデジタル信号は、元のデジタルチャンネルが、移行の結果として放送用から削除された高帯域UHFチャンネル（52～69）の1つであったためで、移行前のUHFチャンネル65からUHFチャンネル41に移行された。
グローバルはまた、パリのCIII-TV、オタワのCIII-TV-6、ミッドランドのCIII-TV-7（バリーにサービスを提供）を2011年8月31日にデジタルに移行した。スティーブンソンのCIII-TV-22（ウィンザーとチャタムにサービスを提供）は、同年8月8日にデジタルに変換された。送信所は低電力で動作し、その放送範囲エリアは縮小されている。フォートエリーのCIII-TV-55は、グローバルがその送信所をシャットダウンすることを決定したため、8月31日にそのチャンネル周波数を空けた。フォートエリー送信所がサービスを提供するカナダの地域への放送範囲は、CIII-DT-41によって提供される。グローバルは、残りの送信所を2016年までにデジタルに移行することを計画しているが、バンクロフト送信所を除くCIII-DTの全ての送信所は2013年2月までにデジタルに変換される予定である。
2011年のデジタル移行の直後に、追加のデジタルサブチャンネル（41.2）が開始され、CIII-DTの標準解像度フィードを伝送し、41.1の既存の番組を完全に複製した。ただし、（他のトロント地域の放送局とは異なり）このSDフィードは、単にHDフィードのレターボックス化またはトリミングされたバージョンではなく、代わりに、宣伝用のグラフィックと別の画面上のバグ（「HD」注釈なし）の配置が異なる。したがって、ケーブル及び衛星プロバイダーでこの専用フィードの伝送を継続するために、SDフィードを地上波で放送する必要がある可能性がある（ただし、4:3テレビセットとデジタルコンバーターを使用する一部の地上波視聴者にとっては、それらの視聴者が古い4:3番組がレターボックスとピラーボックスの両方で表示されるのを回避できる限り、利点としても役立つ）。
2012年4月10日、ショー・メディアは、CIII-DT-6の割り当てをVHFチャンネル6からUHFチャンネル14に変更する許可を申請し、円偏波から楕円偏波に切り替え、VHF-Low帯のインパルスノイズ（VHF-High帯、UHF帯との比較）が、より高い周波数で殆ど解決された受信の問題を引き起こしていることを挙げた。出力は3.3 kWから145 kWに大幅に増加した。この申請書には、ニューヨーク州バッファローのWUTVとプラッツバーグのWPTZとの間隔が短い可能性があると記載されており、どちらもCIII-DT-6のサービスエリアの周辺で何らかの同一チャンネル干渉を受ける可能性がある。この申請は、同年7月4日にCRTCによって承認された。CIII-DT-6は、2013年8月中旬に正式にチャンネル14に移行した。
ショー・メディアは、6月14日にサドベリーのCFGC-TVとノースベイのCFGC-TV-2、6月22日にスーセントマリーのCIII-TV-12で、オンタリオ州北部の送信所をデジタルに変換する許可の申請を開始した。CIII-TV-12の申請には、デジタル割り当てをVHFチャンネル7からUHFチャンネル15に切り替えることが含まれており、これにより信号品質が改善され、人口カバレッジが僅かに増加した。CFGC-DT-2の申請では、CHCH-TV-6が現在その周波数を使用しているため、UHFチャンネル32の代わりにUHFチャンネル15の使用を要求した。
UHFチャンネル17の割り当てが割り当てられていたキッチナーのRadio-Canadaのリピーター（CBLFT-TV-8）の閉鎖に続いて、ショーは2012年10月10日に、パリのCIII-DTデジタル送信所をVHFチャンネル6からUHFチャンネル17に移動して、キッチナー地域への放送範囲を大幅に改善することを申請した。変更に含まれる技術的パラメーターは、出力の増加と高さの僅かな減少である（UHFチャンネル17の272 mでの165 kW（平均97 kW）と比較して、VHFチャンネル6での311.3 mでの4 kW）。UHF信号の放送範囲は僅かに狭くなるが、ショーは、周辺地域ではCIII-DT-29、CIII-DT-41、CIII-TV-4を介してグローバル番組を受信できることを認めた。この申請は、2013年1月22日にCRTCによって承認された。CIII-DT-27は、殆どの日、チャンネル27.1でニューヨーク州ロチェスターから遠く離れたところから見ることができる。
バンクロフトの地上波送信所CIII-TV-2は、NTSCアナログ信号として現在も運用されている。CIII-TV-2は、おそらく、オンタリオ州でグローバルを再放送した最後の地上波アナログ送信所の1つである。2020年1月、CIII-TV-2の送信出力は、サイトでの高いVSWRによる過負荷を防ぐために一時的に削減された。
2020年12月4日、CRTCは、CHEX-DTを介してCIII-DT-27を、キングストンのCKWS-DTを介してCIII-TV-2（他のグローバル再送信局の中でも）を多重化することを支持して、CIII-DT-27及びCIII-TV-2をシャットダウンするコーラス・エンターテイメントからの要求を承認した。この決定により、CRTCは、2010年にグローバルテレビジョンの所有者にCIII-TV-2をデジタルに移行させるという約束を放棄した。カナダ産業省が現在、CIII-TV-2デジタルに割り当てられていたスペクトルであるVHFチャンネル11を何に使用するかは不明である。

### 送信所
| 放送局     | 放送地域免許                  | チャンネル （RF/VC） | ERP     | HAAT               | 送信所の座標                                                      |
| ---------- | ----------------------------- | -------------------- | ------- | ------------------ | ----------------------------------------------------------------- |
| CIII-DT    | パリス                        | 23（UHF） 6          | 97 kW   | 272 m (892 ft)     | 北緯43度15分41秒 西経80度26分41秒 / 北緯43.26139度 西経80.44472度 |
| CIII-TV-2  | バンクロフト                  | 2（VHF）             | 100 kW  | 390 m (1,280 ft)   | 北緯45度3分34秒 西経77度11分59秒 / 北緯45.05944度 西経77.19972度  |
| CIII-DT-4  | オーウェンサウンド            | 26（UHF） 4          | 192 kW  | 132.0 m (433 ft)   | 北緯44度26分45秒 西経80度59分59秒 / 北緯44.44583度 西経80.99972度 |
| CIII-DT-6  | オタワ                        | 14（UHF） 6          | 145 kW  | 261.3 m (857 ft)   | 北緯45度30分9秒 西経75度50分59秒 / 北緯45.50250度 西経75.84972度  |
| CIII-DT-7  | ミッドランド                  | 7（VHF） 7           | 6.75 kW | 346.7 m (1,137 ft) | 北緯44度58分14秒 西経79度46分57秒 / 北緯44.97056度 西経79.78250度 |
| CIII-DT-12 | スーセントマリー              | 15（UHF） 12         | 6 kW    | 132 m (433 ft)     | 北緯46度35分50秒 西経84度16分53秒 / 北緯46.59722度 西経84.28139度 |
| CIII-DT-13 | ティミンズ                    | 13（VHF） 13         | 30 kW   | 175 m (574 ft)     | 北緯48度28分12秒 西経81度17分49秒 / 北緯48.47000度 西経81.29694度 |
| CIII-DT-22 | スティーブンソン              | 33（UHF） 22         | 36 kW   | 110 m (361 ft)     | 北緯42度3分41秒 西経82度29分5秒 / 北緯42.06139度 西経82.48472度   |
| CIII-DT-27 | ピーターボロ                  | 27（UHF） 27         | 275 kW  | 276.6 m (907 ft)   | 北緯44度4分14秒 西経78度8分35秒 / 北緯44.07056度 西経78.14306度   |
| CIII-DT-29 | サーニア–オイル・スプリングス | 35（UHF） 29         | 208 kW  | 194 m (636 ft)     | 北緯42度43分21秒 西経82度9分59秒 / 北緯42.72250度 西経82.16639度  |
| CIII-DT-41 | トロント                      | 17（UHF） 41         | 59.8 kW | 506 m (1,660 ft)   | 北緯43度38分33秒 西経79度23分14秒 / 北緯43.64250度 西経79.38722度 |
| CFGC-DT    | サドバリー                    | 11（VHF） 11         | 11.7 kW | 141.5 m (464 ft)   | 北緯46度30分19秒 西経80度57分33秒 / 北緯46.50528度 西経80.95917度 |
| CFGC-DT-2  | ノースベイ                    | 15（UHF） 2          | 16.8 kW | 92.8 m (304 ft)    | 北緯46度18分10秒 西経79度24分39秒 / 北緯46.30278度 西経79.41083度 |

一連の再放送送信所がCIII信号をオンタリオ州の多くに中継する。これらの殆どは、CFGCコールサインが割り当てられているサドバリーとノースベイを除いて、CIIIベースコールサインの後に番号を付けて再放送局としてのステータスを示す。CFGCを使用する最も可能性の高い説明は、数字の「1」と文字の「I」が非常に似ているため、CIII-TV-11はサドバリーにとって望ましくないコールサインであり、ノースベイはCIII-TV-2のコールサインが既にバンクロフトで使用されているため使用できなかった。
これらの6つの送信所が1974年の最初のサービスを形成した。
- CKGN-TV - パリス（英語版）のチャンネル6（ハミルトン、ブラントフォード、キッチナー–ウォータールーにサービスを提供）
- CKGN-TV-1 - コッタム（英語版）のチャンネル22（ウィンザーの近く; アメリカ・ミシガン州デトロイトにもサービスを提供）
- CKGN-TV-2 - バンクロフト（英語版）のチャンネル2（ベルビルにサービスを提供）
- CKGN-TV-6 - ケベック州ガティノーのチャンネル6（オタワ近郊のガティノーヒルズ（英語版）サイト）
- CKGN-TV-22 - アクスブリッジ (オンタリオ州)（英語版）（トロント近郊）からのチャンネル22
- CKGN-TV-29 - オイル・スプリングス（英語版）（サーニアの近く）のチャンネル29

当初の計画では、7番目の送信所CKGN-TV-36がコーンウォール近くのマックスビルに設置された。主にホークスベリーに使用されたが、モントリオールにもかなり強力なグレードB信号を提供した。しかし、グローバルは、モントリオールでの新しい局に対するCRTCのモラトリアムのために、その提案からマックスビル送信所を取り下げることを余儀なくされた。
コッタム送信所は、法的な問題に悩まされていた。ウィンザーにサービスを提供していたため、グローバルが全ての番組の権利を保持していないデトロイト市場の一部と見なされていた。グローバルは当初、コッタムサイトに別の番組を提供することができたが、当初の財政難により、代わりに、ネットワークのプライムタイムのラインナップのかなりの部分を占めていた先制番組中にスライドを表示し始めた。同ネットワークは、ウィンザーに代替番組を提供し続ける費用を年間80万ドルと見積もった。同時に、アメリカのアウトレットとの競争を否認しようとして、グローバルはデトロイトの新聞にリストを送るのをやめた。
1977年8月29日、コッタム送信所が電気火災に見舞われ、30万ドルの損害が発生し、使用できなくなった。コッタムからのサービスの復旧を検討し、適切な送信所とその保険請求を確保する上での問題を見つけた後、同ネットワークはウィンザーへのサービスを改善する方法を検討し始めた。サイトの潜在的なポリ塩化ビフェニル汚染に関する懸念が生じた際、さらに遅れが生じた。1981年、グローバルは、ウィンザーとデトロイトの市場向けに、コッタムの局の後継となる高出力の放送局を建設する許可を求め、CRTCは同年12月にこの申請を却下した。
1986年、CRTCはコッタム送信所をスティーブンソンに移転することを承認した。この後しばらくして、現在は機能していないアクスブリッジ送信所からのCIII-TV-22コールレターがスティーブンソン送信所に再割り当てされ、1988年11月に起動された。送信所はウィートリーの南西、ウィートリーとリーミントンの間にあるが、その信号は北東（チャタム・ケント）に向けられており、おそらくデトロイトの放送局を保護するために、ウィンザーとデトロイトには殆ど到達していない。1990年代初頭、オンタリオ州でのグローバルのフットプリントを拡大するために、追加の送信所が追加された。
アクスブリッジ送信所は、カナダで最も強力なUHF送信所であり、最大許容電力5メガワットで動作した。1988年に閉鎖され、代わりにCIII-TV-41がトロントのCNタワーから放送された。常にトロントに拠点を置いていることを考えると、2009年に正式にライセンスをトロントに移す前から、これはCIIIの主要な送信所であり、グローバルの旗艦だった。これは、アクスブリッジ送信所にも当てはまった。パリスの送信所にはまだデジタル機能がなかったため、2008年から、CIIIは最初にトロントの送信所に信号を送信し始めた。
（括弧内の開局日）を含む他の送信所が徐々に導入された。
- CIII-TV-7 - ミッドランド（英語版）のチャンネル7（1987年11月、バリーにサービスを提供）
- CIII-TV-4 - オーウェンサウンドのチャンネル4（1988年6月）
- CIII-TV-27 - ピーターボロのチャンネル27（1988年10月）
- CFGC-TV - サドバリーのチャンネル11（1992年12月）
- CFGC-TV-2 - ノースベイのチャンネル2（1992年12月）
- CIII-TV-13 - ティミンズのチャンネル13（1992年12月）
- CIII-TV-12 - スーセントマリーのチャンネル12（1992年12月）
- CIII-TV-55 - フォートエリーのチャンネル55（1993年初頭、ナイアガラフォールズと南部のナイアガラ地域にサービスを提供。信号はニューヨーク州バッファローにも到達）

1996年8月28日、グローバルはコーンウォールに新しい送信所を追加するCRTCの承認を得た。グローバルは、コーンウォールでVHFチャンネル11を使用することを提案したが、その代わりにチャンネル11は、同日にオタワでハミルトンのCHCH-TVに割り当てられた。もう1つの選択肢は、打ち上げられなかったコーンウォールのUHFチャンネルでグローバル送信所を運用することだった。
CIIIはサンダーベイでは利用できないが、ドゥーガル・メディアが所有する独立系子会社のCHFD-DTが市場にサービスを提供している。CHFDの所有者であるドゥーガル家は、グローバルが地元のテレビの独占権を脅かしていることを懸念し（ドゥーガル・メディアは、サンダーベイ地域の全てのローカルネットワークテレビ出力を管理しており、以前は1990年代半ばにCHCH-TVのケーブル送信を停止するようCRTCに働きかけていた）、CRTCに圧力をかけて、そこに送信所を建設するというグローバルの申請を却下した。しかし、2009年にドゥーガル・メディアはCHFDの所属をCTVからグローバルに切り替えた。その結果、グローバルブランドの番組は、CIIIの州全体のリピーターネットワーク経由ではなく、サンダーベイで利用できる。同様に、ケノーラでは、CTVの元系列局であるCJBN-TV（ショーが所有）が、2011年後半にフルタイムのグローバル番組に切り替えた（同局は2017年1月に運営を終了）。
バンクロフト送信所からピーターボロとキングストンをカバーする最初の試みは、不十分な結果しか得られず、この信号はその後、より強力なCIII-TV-27に（ピーターボロのみ）置き換えられた。ただし、CIII-TV-2は引き続き、アディントン・ハイランドのタウンシップの住民にサービスを提供している。2018年にCHEX-DTがグローバルのピーターバラの局になったにもかかわらず、CIII-DT-27は放送され続けている。
CIII-TV-41は、ハミルトンのCHCHとバンクーバーのCHAN-TVと共に、2008年に地上波による高解像度放送を開始した。